# پیرحاجات
پیرحاجات، روستایی است از توابع بخش مرکزی شهرستان طبس استان خراسان جنوبی ایران.

## جمعیت
این روستا در دهستان پیرحاجات قرار داشته و بر اساس سرشماری سال ۱۳۸۵ جمعیت آن ۱۶۵ نفر در ۶۲ خانوار بوده است.

## جاذبه‌های گردشگری پیرحاجات
در روستای پیرحاجات که یکی از روستاهای گردشگرپذیر شهرستان طبس می‌باشد جاذبه‌های بیشماری داریم و کمتر پیش می‌آید گردشگران و بازدید کنندگان ناراضی از این روستا برگردند. قلعه قدیمی پیرحاجات معروف به قلعه «رُوت»؛ قبرستان قدیمی با ظروف سفالین، سرسبزی روستا، بافت جالب روستایی، کوچه باغ‌ها، گل‌های زیبای نرگس در فصل پاییز، کنار هم قرار گرفتن آب، کویر و کوهستان، محیط آرام روستا؛ منطقه شکار ممنوع پیرحاجات «میانکوه» و … از جمله جاذبه‌های پیرحاجات می‌باشند.
قلعه پیرحاجات متعلق به قبل از اسلام است. این قلعه محل سکونت مردمان قدیمی روستا بوده و هیچ‌گاه استفاده نظامی نداشته است. قلعه بر روی تپه ای در مرکز روستا قرار گرفته و عملاً معماری چند طبقه دارد که بسیار جذاب و حیرت‌آور است. موقعیت این بنا به گونه ای است که از فاصله دور دیده و شناسایی می‌شود. اگر با صبر و حوصله و با دیدی باز در اطراف قلعه جستجو کنید به خوبی مراحل توسعه این بافت با ارزش را مشاهده خواهید کرد. سرتاسر بخش مرکزی قلعه بر روی دیواره ای سنگی گلی ساخته شده که در بافت جدیدتر اثری از این دیواره دیده نمی‌شود. همچنین گچ بری‌هایی که در بخش‌هایی از این قلعه دیده می‌شود بر زیبایی آن افزوده است.
در اطراف این قلعه و در چند نقطه دیگر در اطراف روستا به نشانه‌های برمی‌خوریم که حکایت از تاریخ کهن پیرحاجات دارد. از مردم ساکن روستا نقل قول شده که در کنار اجساد مدفون در قبرستان اطراف روستا کوزه‌های پر از عسل و حتی ابزار فلزی از زیر خاک درآورده اند. در روی تپه ای مسطح با فاصله ۵۵۰ متری در شمال قلعه معروف به «دوبِ بِکَندا» تعداد زیادی از قبرهای قدیمی دیده می‌شود که گفته شده متعلق به گبرهاست که قبل از اسلام در پیرحاجات می‌زیسته‌اند. این تپه با قسمتی از منطقه اطراف آن که شامل زمین‌های کشاورزی روستا نیز می‌شود در سال ۱۳۹۷ توسط سازمان میراث فرهنگی و گردشگری کشور علامت گذاری گردیده و هر گونه عملیات عمرانی و حفاری غیرمجاز می‌باشد.